# Ischaemum roseotomentosum
Ischaemum roseotomentosum là một loài thực vật có hoa trong họ Hòa thảo. Loài này được J.B.Phipps mô tả khoa học đầu tiên năm 1963.